# La Première
Сеть Заморской Франции (Réseau France Outre-mer) - анонимное общество в заморских департаментах и заморских территориях Франции в 1983-2009 гг. До 15 сентября 1998 года называлась «Французская телерадиокомпания Заморья» (Société de radiodiffusion et de télévision française pour l'Outre-mer, RFO, РФО).

## Правопредшественники
Компания была основана в 1982 году на базе филиалов компании «Франс Регион 3» в заморских департаментах и заморских территориях.

## Телевещательная деятельность компании
Компания вела: 
- в 1983-2009 гг. вещание по 1-й телепрограмме в Гваделупе (телепрограмме «Теле Гваделуп» («Télé Guadeloupe»), в 1988-1999 гг. называвшейся  «РФО 1» (RFO 1), в 1983-1988 гг. - «РФО Гваделуп» («RFO Guadeloupe»));
- в 1983-1988 гг. вещание по 2-й телепрограмме в Гваделупе;
- в 1983-2009 гг. вещание по 1-й телепрограмме в Мартинике (телепрограмме «Теле Мартиник» («Télé Martinique»), в 1988-1999 гг. называвшейся «РФО 1», в 1983-1988 гг. - «РФО Мартиник» («RFO-Martinique»);
- в 1983-1998 гг. вещание по 2-й телепрограмме в Мартинике
- в 1983-2009 гг. вещание по 1-й телепрограмме в Гвине (телепрограмме «Теле Гвиан» («Télé Guyane»), в 1988-1999 гг. называвшйеся «РФО 1», в 1983-1988 гг. - «РФО Гвиан» («RFO Guyane»);
- в 1983-1998 гг. вещание по 2-й телепрограмме в Гвиане;
- в 1983-2009 гг. вещание по 1-й телепрограмме в Сен-Пьер и Микелоне (телепрограмме «Теле Сен-Пьер-э-Микелон» («Télé Saint-Pierre et Miquelon»), в 1988-1999 гг. называвшейся «РФО 1», в 1983-1999 гг. - по программе «РФО Сен-Пьер-э-Микелон» («RFO Saint-Pierre et Miquelon»);
- в 1983-1998 гг. вещание по 2-й телепрограмме в Сен-Пьер и Микелоне;
- в 1986-2009 гг. вещание по 1-й телепрограмме на Коморских островах (телепрограмме  «Теле Майотт» («Télé Mayotte»), в 1988-1999 гг. называвшейся «РФО 1», в 1986-1988 гг. «РФО Майотт» («RFO Mayotte»);
- в 1986-1998 гг. вещание по 2-й телепрограмме на Коморских островах;
- в 1983-2009 гг. вещание по 1-й телепрограмме в Реюньоне (телепрограмме «Теле Реюньон» (Télé Réunion), в 1988-1999 гг. называвшейся «РФО 1», в 1983-1988 гг. - «РФО Реюньон» (RFO Réunion);
- в 1983-1998 гг. вещание по 2-й телепрограмме в Реюньоне;
- в 1983-2009 гг. вещание по 1-й телепрограмме в Новой Каледонии (телепрограмме «Теле-Нувель Каледони» («Télé Nouvelle-Calédonie»), в 1988-1999 гг. называвшейся «РФО 1», в 1983-1988 гг. - «РФО Нувель-Каледони» («RFO-Nouvelle-Calédonie»);
- в 1983-1998 гг. вещание по 2-й телепрограмме в Новой Каледонии;
- в 1983-2009 гг. вещание по 1-й телепрограмме в Полинезии (телепрограмме «Теле Полинези» («Télé Polynésie»), в 1988-1999 гг. - «РФО 1», в 1983-1988 гг. - «РФО Таити» («RFO Tahiti»)
- в 1983-1998 гг. вещание по 2-й телепрограмме в Полинезии;
- в 1986-2009 гг. вещание по 1-й телепрограмме в Уоллисе и Фортуне (телепрограмме  «Теле Уоллис-э-Фортуна» («Télé Wallis et Futuna»), в 1988-1999 гг. - «РФО 1», в 1986-1988 гг. - «РФО Уоллис-э-Фортуна» («RFO Wallis et Futuna»)
- в 1986-1998 гг. вещание по 2-й телепрограмме в Уоллисе и Фортуне;
- с 25 марта 1998 до 24 августа 2020 года вещание по телепрограмме во французской метрополии «Франс 0», до 2005 года называвшейся «РФО Сат» («RFO Sat»);
- с 14 сентября 1998 года по 2-й телепрограмме во всей Заморской Франции (телепрограмме «Темпо»).

## Радиовещательная деятельность компании
Компания вела:
- в 1983-2009 гг. вещание по 1-й радиопрограмме в Гваделупе (радиопрограмме «Радио Гваделуп» («Radio Guadeloupe»), в 1983-1999 гг. называвшейся «РФО Гваделуп» (RFO Guadeloupe);
- в 1983-2009 гг. вещание по 1-й радиопрограмме в Мартинике (радиопрограмме  «Радио Мартиник» («Radio Martinique»), в 1983-1999 гг. называвшейся «РФО Мартиник» («RFO Martinique»);
- в 1983-2009 гг. вещание по 1-й радиопрограмме в Гвиане (радиопрограмме «Радио Гвиан» («Radio Guyane»), в 1983-1999 гг. называвшейся «РФО Гвиан» («RFO Guyane»);
- в 1983-2009 гг. вещание по 1-й радиопрограмме в Сен-Пьер и Микелоне (радиопрограмме  «Радио Сен-Пьер-э-Микелон» («Radio Saint-Pierre et Miquelon»), в 1983-1999 гг. называвшейся «Радио Сен-Пьер-э-Микелон» («Radio Saint-Pierre et Miquelon»);
- в 1983-2009 гг. вещание по 1-й радиопрограмме на Коморских островах (радиопрограмме «Радио Майотт» («Radio Mayotte»), в 1983-1999 гг. называвшейся «РФО Майот» («RFO Mayotte»);
- в 1983-2009 гг. вещание по 1-й радиопрограмме в Реюньоне (радиопрограмме «Радио Реюньон» («Radio Réunion»), в 1983-1999 гг. называвшейся «РФО Реюньон» (RFO Réunion);
- в 1983-2009 гг. вещание по 1-й радиопрограмме на Новой Каледонии (радиопрограмме «Радио Нувель-Каледони» («Radio Nouvelle-Calédonie»), в 1983-1999 гг. называвшейся «РФО Нувель-Каледони» («RFO Nouvelle-Calédonie»);
- в 1983-2009 гг. вещание по 1-й радиопрограмме в Полинезии (радиопрограмме «Радио Полинези» («Radio Polynésie»), в 1983-1999 гг. называвшейся «РФО Таити» (RFO-Tahiti);
- в 1983-2009 гг. вещание по 1-й радиопрограмме на Уоллис и Фортуне (радиопрограмме  «Радио Уоллис-э-Фортуна» («Radio Wallis-et-Futuna »), в 1983-1999 гг. называвшейся «РФО Уоллис-э-Фортуна» («RFO Wallis et Futuna»);
- в 2008-2009 гг. вещание по радиопрограмме Французской Метрополии «Радио Утр-Мэр Премьер» («Radio Outre-Mer 1re»), в 2008-2009 гг. называвшейся «Радио 0» («Radio Ô»)

## Деятельность компании в Интернете
Компания вела в Интернете:
- Сайт Réseau Outre-Mer 1re
- Сайт France Ô

## Владельцы, структура и руководство
Владельцами телерадиокомпании являлись:
- (в 1982-2004 гг.) 
  - на 47,5% телекомпания «Франс 3»;
  - на 40% Министерство национальной экономики Франции;
  - на 12,5% телекомпания «Радио Франс»[3]
- (с 9 июля 2004 до 2009 года)
  - на 100% медиа-холдинг «Франс Телевизьон».

## Руководство
Руководство компанией осуществляли:
- административный совет
- президент компании с полномочиями генерального директора, которым с 2004 года по должности является президент компании «Франс Телевизьон», ему был подчинён генеральный директор (Directeur général), которому подчинены генеральные директоры  филиалов (Directeur régional).

## Подразделения
- (1998-2009)
  - Единица информации;
  - Единица программ

## Филиалы
- «РФО Гуаделуп» («RFO Guadeloupe») - филиал компании в заморском департаменте Гваделупа;
- «РФО Гвиан» (RFO Guyane) - филиал компании в заморском департаменте Гвиана;
- «РФО Мартиник» («RFO Martinique») - филиал компании в заморском департаменте Мартиника;
- «РФО Майотт» («RFO Mayotte») - филиал компании в заморском департаменте «Майота»;
- «РФО Нувель-Каледони» («RFO Nouvelle-Calédonie») - филиал компании в заморской территории Новая Каледония;
- «РФО Таити» («RFO Tahiti») - филиал компании в заморской территории Полинезия;
- «РФО Реюньон» («RFO Réunion») - филиал компании в заморском департаменте Реюньон;
- «РФО Сен-Пьер-э-Микелон» («RFO Saint-Pierre-et-Miquelon») - филиал компании в заморском департаменте Сен-Пьер и Микелон
- «РФО Уоллис-э-Фортуна» («RFO Wallis-et-Futuna») - филиал компании в заморской территории Уоллис и Фортуна.

## Активы
- в 1998-2009 гг. радиотелецентр в Малакоффе;
- Радиотелецентр в Байе-Мао;
- Радиотелецентр в Ремир-Монжоли;
- Радиотелецентр в Фор-де-Франсе;
- Радиотелецентр в Мамудзу;
- Радиотелецентр в Нумя;
- Радиотелецентр в Фаа;
- Радиотелецентр в Сен-Дени;
- Радиотелецентр в Мата-Уту;
- Радиотелецентр в Сен-Пьере;
- с 1984 до 2009 года 100% акций рекламное агентство «Режи Энтер Осеан» (Régie Inter océans), осуществлявшего продажу рекламного времени в её теле- и радиопрограммах.

## Правопреемники
В 2009 году компания была поглощена медиа-холдингом «Франс Телевизьон».

## Финансирование
Телекомпания финансировалась Министерством экономики и финансов Франции преимущественно от средств от сбора абонемента (Redevance audiovisuelle) со всех владельцев радиоприёмников и телевизоров, в меньшей степени - за счёт продажи рекламного времени.